# Берниг, Герберт
Герберт Берниг (нем. Herbert Bernig; 6 октября 1931 года, Райхенау — 22 января 2020) — военно-морской деятель ГДР, в 1975—1990 годах — начальник гидрографической службы Фольксмарине, контр-адмирал (1988 год).

## Биография
Из семьи красильщика. По окончании восьмилетней школы работал в 1945—1947 годах сельскохозяйственным рабочим и помощником слесаря. В 1948—1950 годах учился на автослесаря. Короткое время в 1950 году был секретарём окружного управления Союза свободной немецкой молодёжи Циттау. 4 августа 1950 года вступил в ряды Морской Народной полиции, предшественницы ВМС ГДР. В 1950—1951 годах учился в школе морской полиции в Парове, будущей Флотской школе имени Вальтера Стеффенса. В 1951 году вступил в СЕПГ. В 1952—1954 годах был командирован на специальные командирские курсы в Советский Союз. В 1954—1956 годах служил начальником разведывательного отдела в Управлении Морской Народной полиции (Ltr. Abt. Aufkl., VP-See/Verw. Seestretskr.). В 1956—1960 проходил обучение в Военно-морской академии имени К. Е. Ворошилова в Ленинграде. После своего возвращения в ГДР в качестве дипломированного военного специалиста он до 1964 года служил заместителем командующего и начальником штаба 4-й флотилии. С 1 декабря 1964 года по 31 мая 1971 года фрегатен-капитан Берниг сам возглавлял флотилию. В 1969 году он стал капитаном цур зее. В 1971 году был переведён в командование фольксмарине и до 1975 года служил заместителем начальника штаба фольксмарине по оперативной работе. В 1975—1990 годах был начальником гидрографической службы Фольксмарине. 7 октября 1988 года, в рамках празднования 39-й годовщины образования ГДР, Берниг получил звание контр-адмирала. Уволен в отставку 30 сентября 1990 года.

## Избранные награды
- Орден «За заслуги перед Отечеством» в золоте;
- Военный орден «За заслуги перед народом и Отечеством» в бронзе.

## Воинские звания
- Капитан цур Зее — 1969 год.
- Контр-адмирал — 7 октября 1988 года.